# Fremdbestäubung

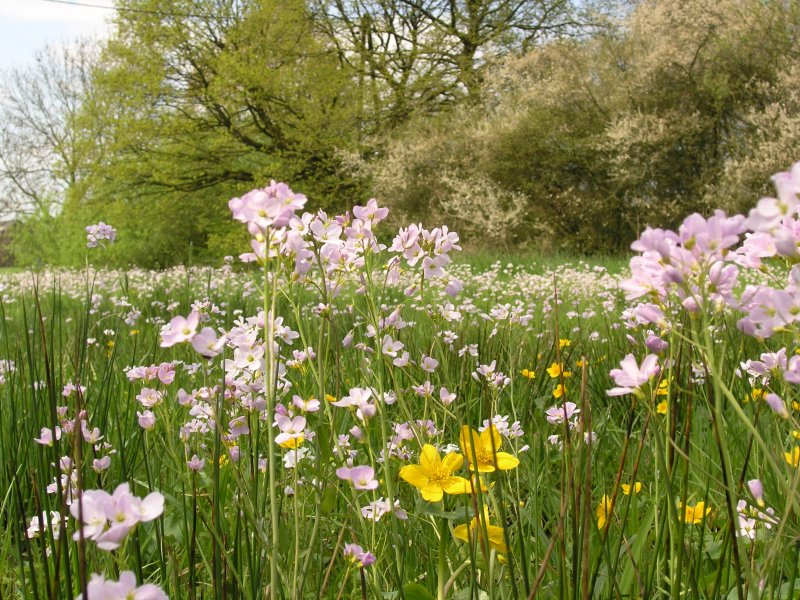
Weit geöffnete Blüten im Frühling

Als Fremdbestäubung (auch indirekte oder heterokline Bestäubung) bezeichnet man bei Pflanzen die Übertragung von Pollen einer Blüte auf die Narbe einer anderen Blüte derselben Pflanzenart. Die Bestäubung anderer Blüten derselben Einzelpflanze mit anschließender Befruchtung bezeichnet man als Geitonogamie. Die Bestäubung der Blüte einer anderen artgleichen Einzelpflanze mit anschließender Befruchtung als Xenogamie (von altgriechisch ξένος xénos „Gast; Fremder“ und γάμος gámos „Hochzeit, Vermählung; Ehe“). Die Fremdbestäubung wurde 1790 von dem Theologen und Botaniker Christian Konrad Sprengel unter anderem am Schmalblättrigen Weidenröschen entdeckt und beschrieben.
Der hierfür erforderliche Pollentransport kann je nach Pflanzenart entweder durch Wasser, Wind, oder über Tiere (z. B. Insekten, Fledermäuse, Vögel) erfolgen.

## Unterscheidung der bestäubten Pflanzen
Man unterscheidet bei der Xenogamie (auch Kreuzbestäubung genannt):
- Kreuzung zwischen verschiedenen Individuen gleicher Varietät (isomorphe Xenogamie)
  - Wird der Pollen auf die Narbe eines anderen Individuums aufgebracht, das sich vegetativ von der gleichen Mutterpflanze herleitet, spricht man von Geschwisterbestäubung, -kreuzung (Adelphogamie):
  - Sind die Verwandten etwas weiter entfernt nennt man dies Gnesiogamie, Staurogamie, Echte Kreuzung (outcrossing,- breeding).[6]
- Kreuzung zwischen verschiedenen Individuen ungleicher Varietät (heteromorphe Xenogamie) werden Blendlingsbestäubung genannt, die Erzeugung der Mischform Nothogamie.

Fremdbestäubung und anschließende Befruchtung durch Pollen, der auf eine andere Blüte übertragen wird auch als Fremdbefruchtung bezeichnet und gehört zur Allogamie. Diese umfasst nicht nur Blütenpflanzen, sondern auch Pflanzen ohne Blütenbildung, die sich beispielsweise über Keimzellen oder Sporen vermehren, z. B. Algen und Farne. Bei der Fremdbefruchtung wird das von der Mutterpflanze und von der Vaterpflanze stammende Erbgut neu kombiniert. Somit erhöht sich bei der Kreuzbestäubung die Wahrscheinlichkeit einer solchen Rekombination.
Abzugrenzen sind die Fremdbestäubungen, Kreuzbestäubung zweiter Art (heteromorphe Xenogamie) und Gnesiogamie (Exogamie, heterogenetische Bestäubung) und die Nachbarbestäubung (Geitonogamie) sowie die als Endogamie bezeichnete Geschwisterbestäubing (autogenetische Bestäubung). Bei der Nachbarbestäubung werden Pollen von der Blüte einer Pflanze auf die Narbe einer Blüte derselben Pflanze übertragen. Die Nachbarbestäubung ist daher genetisch gleichwertig mit der Selbstbestäubung (Autogamie), da eine Verteilung und Neuanordnung genetischen Materials zweier Individuen unterbleibt.
Die Fremdbestäubung geschieht in der geöffneten Blüte (Chasmogamie). Führt die Allogamie zur Befruchtung nennt man dies Allokarpie, bei der Geitonogamie Geito(e)nokarpie und bei der Xenogamie Xenokarpie.

## Formen der Fremdbestäubung
Im Laufe der Evolutionsgeschichte entwickelten sich die Formen der Übertragung der männlichen Gameten in dieser Reihenfolge, wobei es sich bei den wasserlebenden Pflanzen (Algen), aus denen sich die Gefäßpflanzen entwickelt haben, nicht um Pollen, sondern um schwimmende Gameten handelte. Auch bei den Moosen, bei denen die Gameten durch Wasser übertragen werden, handelt es sich nicht um Pollen. Erst die Samenpflanzen entwickelten Pollen, die in Form von Blütenstaub übertragen werden.

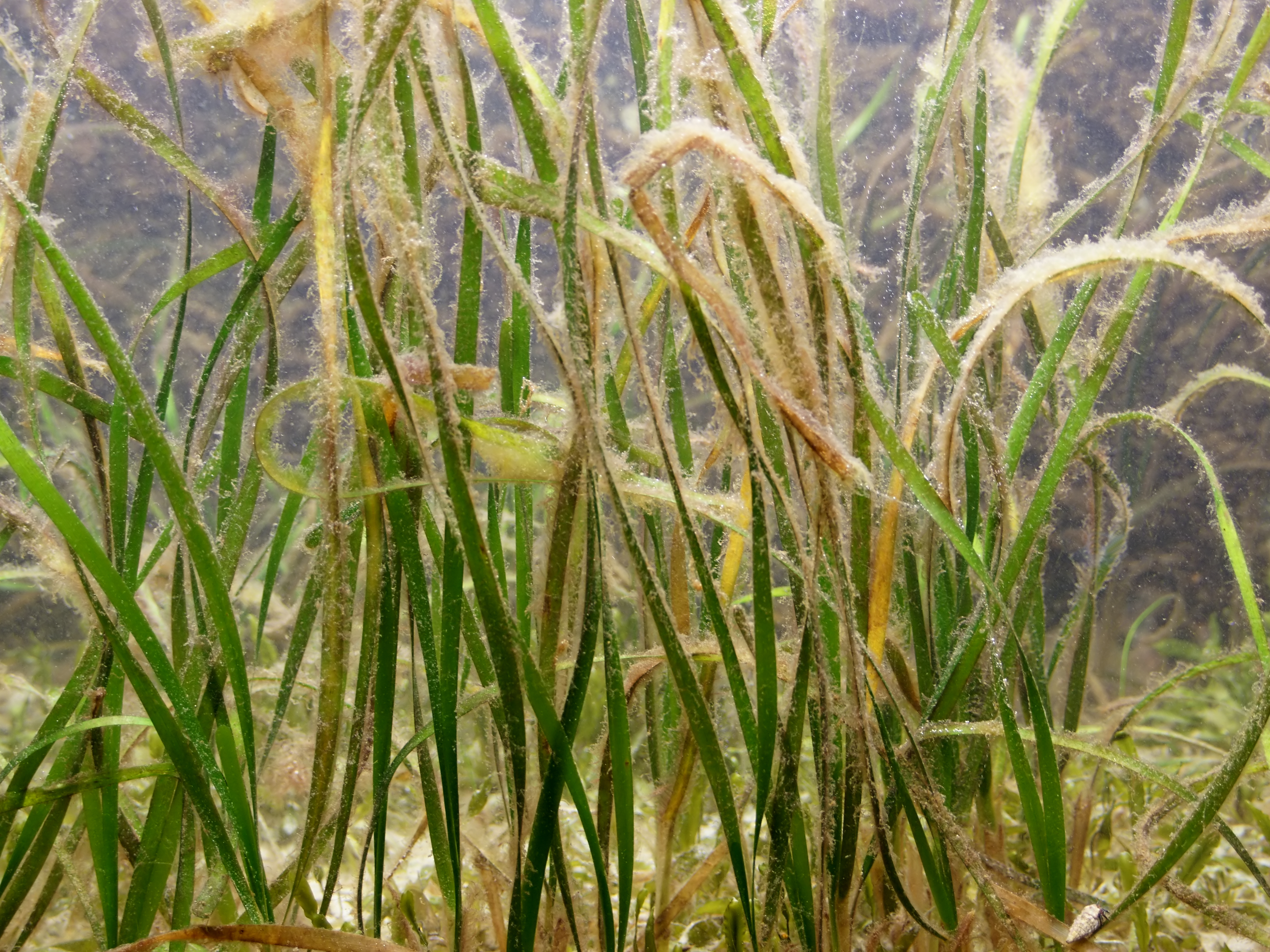
Seegras wächst submers

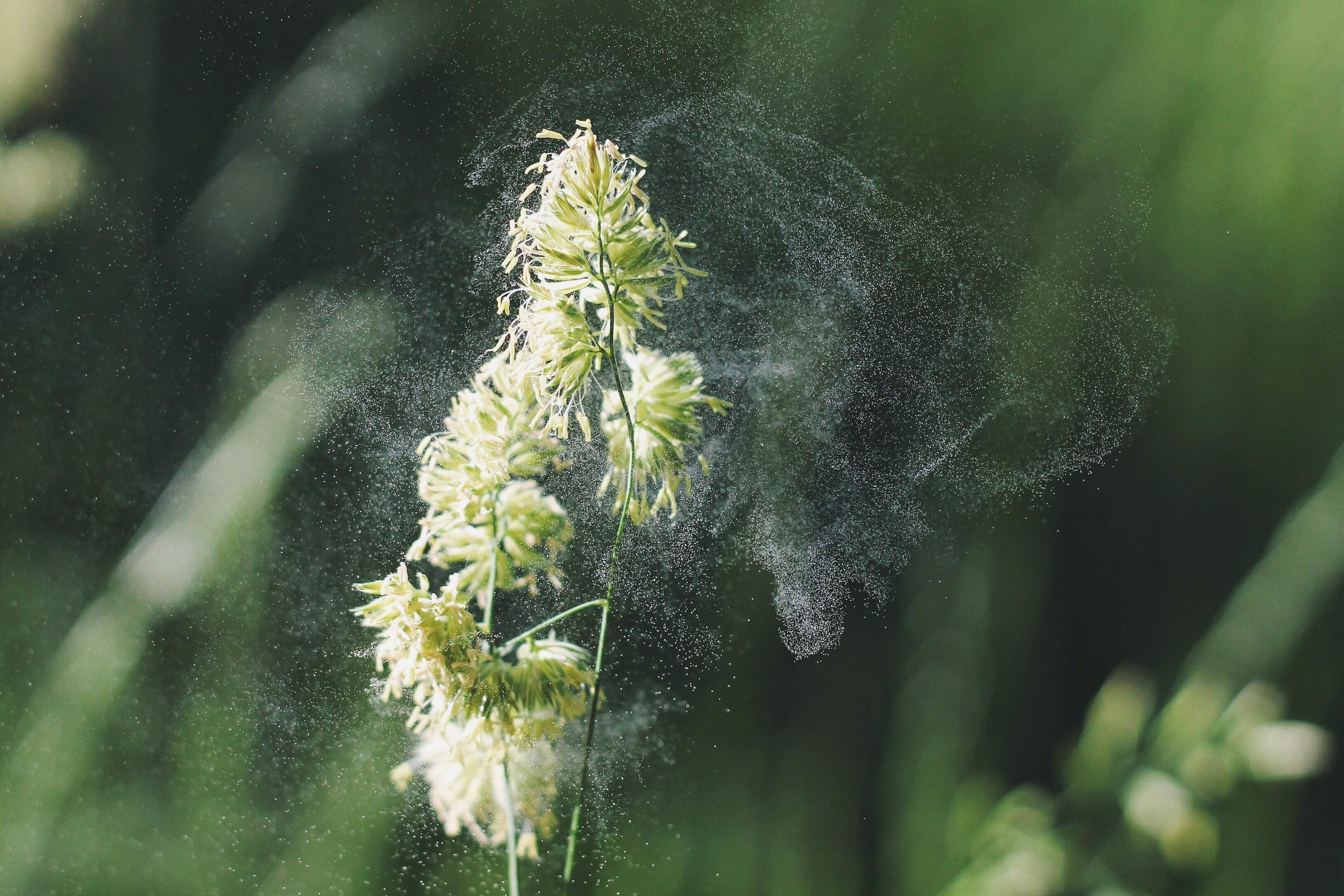
Dactylis glomerata Pollenflug

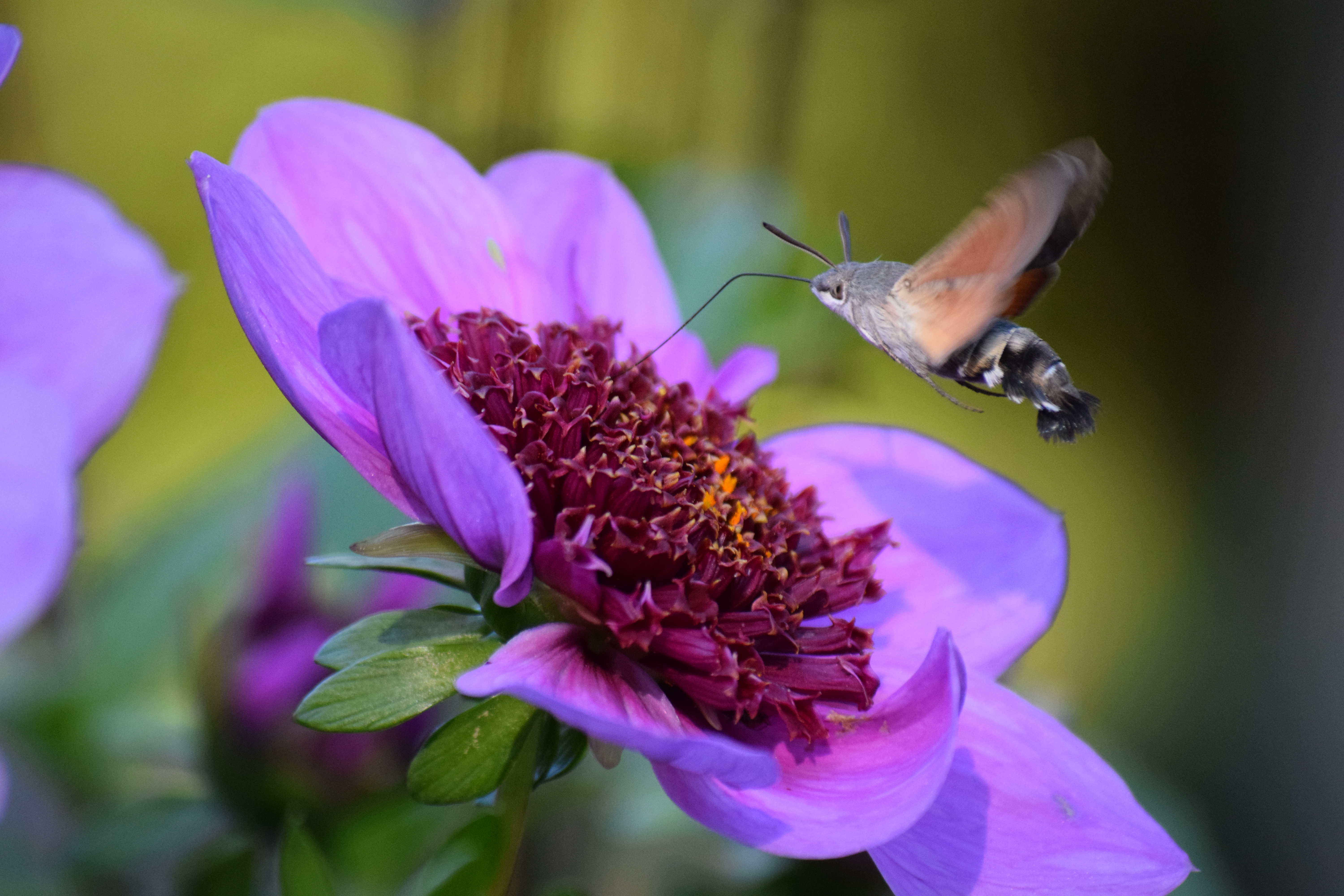
Taubenschwänzchen führt den Rüssel in eine Röhrenblüte einer Dahlie ein.

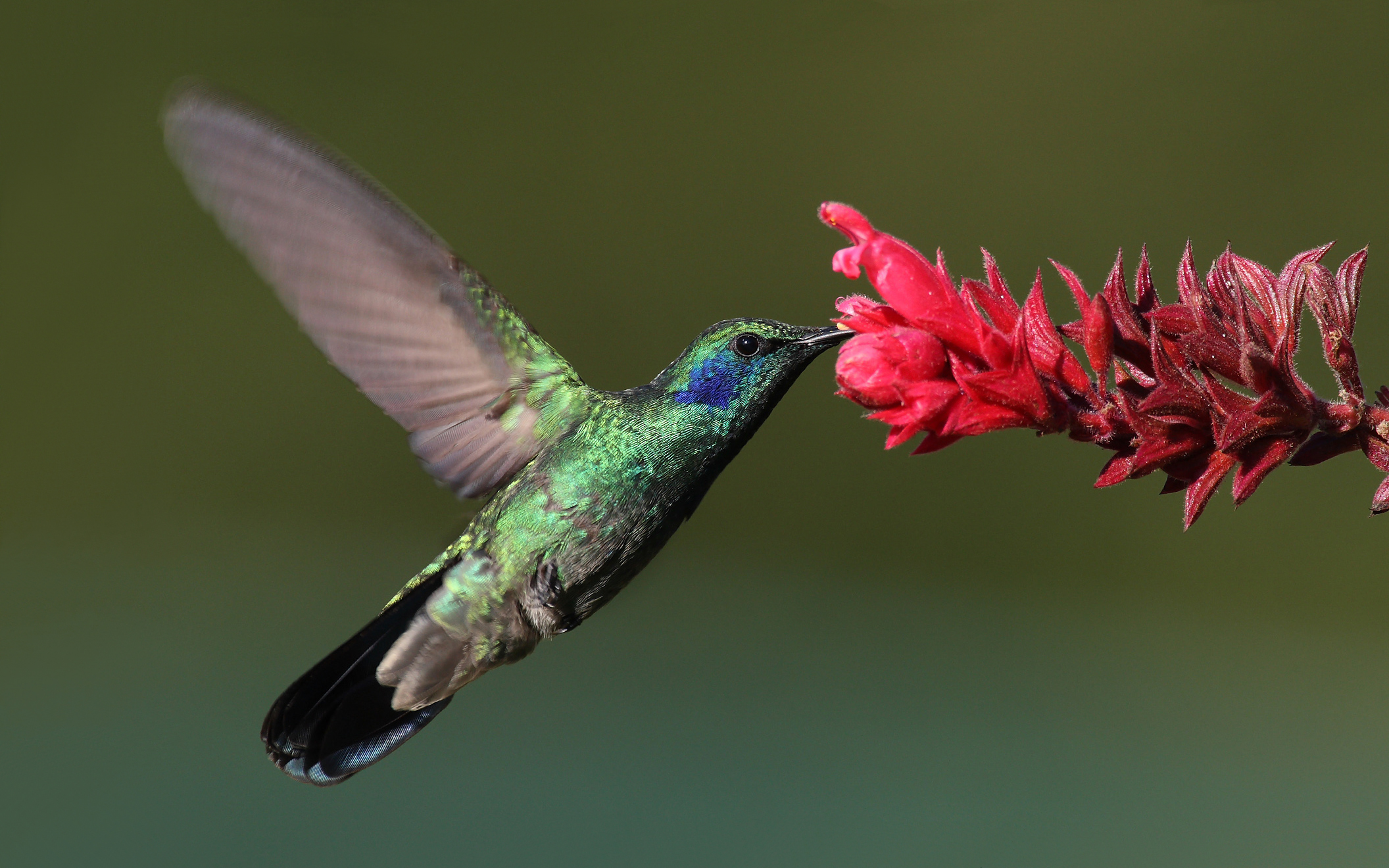
Mexiko-Veilchenohrkolibri

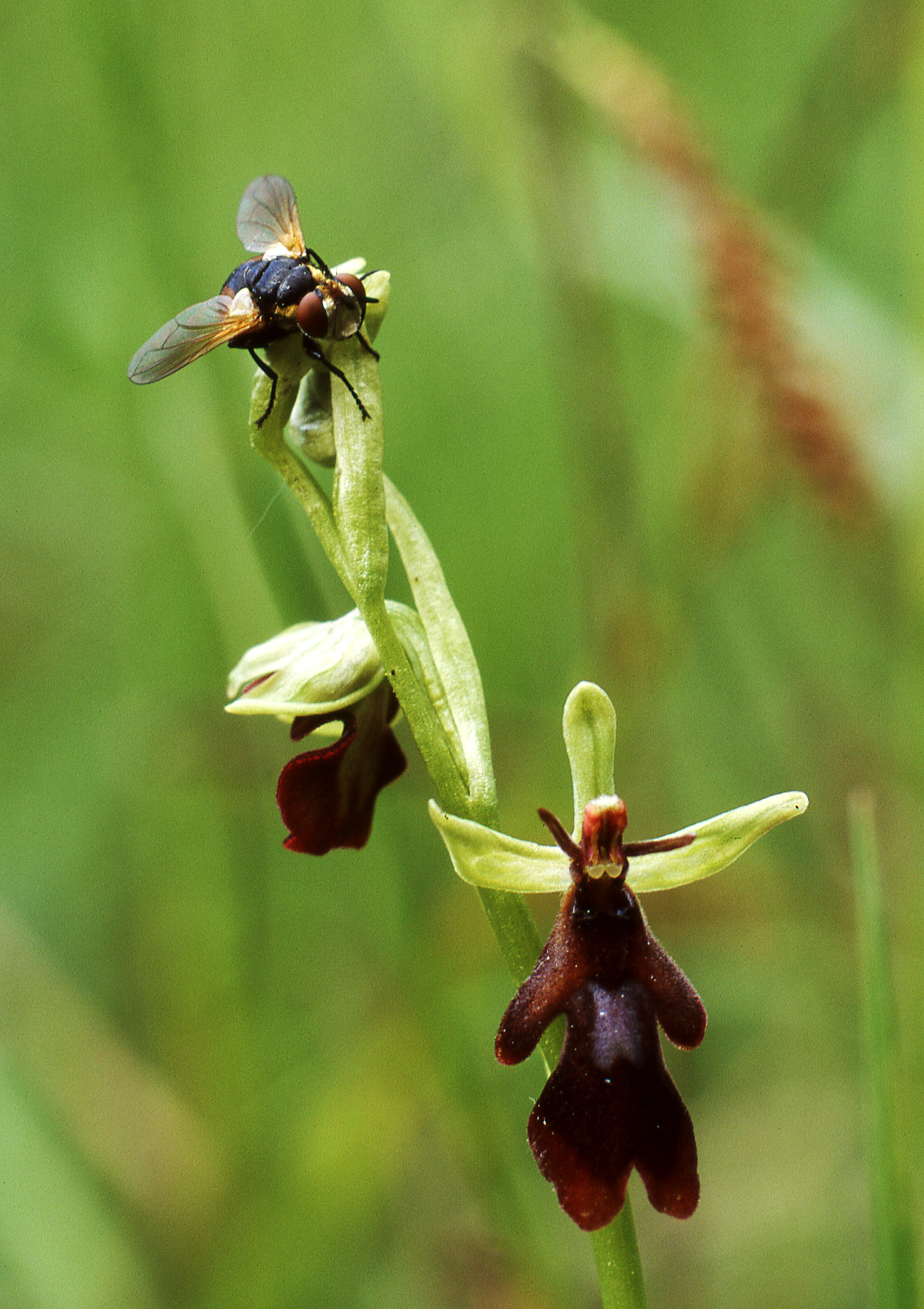
Fliege auf einem Fliegenragwurz

- Abiotische Bestäubung
- Biotische Bestäubung

- - (Wasser) Hydrophilie
  - (Wind) Anemophilie
  - (Tiere) Zoophilie
  - (Mensch) Antropophilie

### Wasserbestäubung
Die seltene Wasserbestäubung kommt bei einigen Pflanzen vor, die untergetaucht oder auf der Wasseroberfläche wachsen. Der Pollen kann oberhalb oder unter der Wasseroberfläche transportiert werden.

### Windbestäubung
Bei der Windbestäubung werden die Pollen durch den Wind übertragen und fallen durch Zufall auf die Narbe einer anderen Blüte.
Windbestäubte Pflanzen besitzen oft unscheinbare Blütenhüllen, oder diese fehlen ganz. Nektar und Duftstoffe werden nicht produziert. Die Blüten stehen häufig in vielblütigen, oft eingeschlechtigen Blütenständen zusammen. Der reichlich vorhandene Pollen wird an oft langen und im Wind beweglichen Staubfäden produziert. Pollenkitt fehlt meist. Die Narben sind groß ausgebildet und stark zerteilt.
Typische Windbestäuber sind die Süßgräser, Weizen, Roggen und Mais.
Die Pollen windbestäubender Pflanzen können Heuschnupfen verursachen.

### Tierbestäubung
Die Tierbestäubung wird je nach Art des bestäubenden Tiers weiter untergliedert:
Die am häufigsten anzutreffende Tierbestäubung ist die durch Insekten. Bei der Insektenbestäubung kann differenziert werden nach Fliegenblütigkeit, Bienenblütigkeit, Tagfalterblütigkeit und weiteren.
In den Tropen hat die Bestäubung durch Vögel eine wichtige Bedeutung, ebenso die Bestäubung durch Fledermäuse. Blüten, welche durch Vögel bestäubt werden, sogenannte Vogelblumen, sind oft auffällig rot gefärbt, eine Farbe. die Insekten nicht sehen können.
Die Mittel, mit denen die Pflanzen ihre Bestäuber anlocken, sind vielfältig. Viele der insektenbestäubten Pflanzen werden durch Nektar trinkende und/oder Pollen sammelnde Insekten wie Bienen, Hummeln, Schmetterlinge oder Schwebfliegen bestäubt. Angelockt werden die Tiere gewöhnlich durch eine große und lebhaft gefärbte Blütenhülle. Häufig ist die Blüte dorsiventral gestaltet. Sind Nektar und Duftstoffe vorhanden, spricht man von Nektarblumen. Während die Tiere den Nektar einsammeln, werden sie von Pollen überpudert. Fliegen sie zur nächsten Blüte, bleibt der Pollen an deren Narbe hängen.
Blütenpflanzen ohne Nektar und Duftstoffe werden als Pollenblume bezeichnet. In Anpassung an die Insektenbestäubung sind die Staubfäden oftmals kürzer ausgebildet und die Narbe ist wenig geteilt.
Hinsichtlich der Hauptbestäuber haben die Pflanzen bestimmte Anpassungsmerkmale entwickelt:
Der Nektar der von Schmetterlingen bestäubten Pflanzen befindet sich oft am Grund langer Röhren, in welche die Schmetterlinge ihren Rüssel einführen. Sind Nachtfalter die Hauptbestäuber, öffnen sich die Blüten häufig erst am Abend. Solche Blüten sind meist unauffällig gefärbt, besitzen jedoch eine intensive Duftnote.
Bei Pflanzen, die überwiegend von Fliegen bestäubt werden, dominieren flache Nektarien. Typisch ist hier ein charakteristischer Pilz- oder Aasgeruch.
Besonders Orchideen haben spezielle Mechanismen entwickelt, um Bestäuberinsekten anzulocken. Manche Arten bieten keinen Nektar an, sondern imitieren durch Form und Färbung der Blütenhüllblätter Blüten anderer Pflanzen, die Nektar bieten. Einige Orchideenarten locken die Männchen bestimmter Insektenarten durch Pheromone an und veranlassen sie zu einer scheinbaren Kopulation (zum Beispiel die Ragwurz-Arten)→ Täuschblume.
Kesselfallenblumen besitzen beispielsweise Aristolochia, Gelber Frauenschuh und Arum. Durch den speziellen Aufbau der Blüte gelangen kleine Insekten in eine kesselförmige Erweiterung der Blüte oder bei Arum der Spatha und können diese durch Vorrichtungen wie Reusenhaare erst dann wieder verlassen, wenn die Bestäubung stattgefunden hat.

### Künstliche Bestäubung (Mensch)
Um bei der Pflanzenzüchtung unerwünschte zufällige Bestäubungen zu verhindern, gibt es Methoden der künstlichen Bestäubung. Hierfür kann man den Pollen der ausgewählten Vaterpflanze beispielsweise mit einem feinen Pinsel auf die Narbe in der Blüte der ausgewählten Mutterpflanze übertragen. Diese Methode benutzte schon Gregor Mendel für seine Züchtungsexperimente mit Blütenpflanzen. Mendel entfernte zuvor schon frühzeitig die Staubgefäße, damit keine unerwünschte Selbstbestäubung oder zufällige Fremdbestäubung möglich ist, und er sicher sein konnte, dass die Nachkommen von den ausgewählten Elternpflanzen abstammen.

## Mechanismen zur Förderung der Fremdbestäubung
Karl Fritsch ging noch davon aus, dass es in der Tierwelt keine Selbstbefruchtung gäbe. Selbstbefruchtung bei Pflanzen war ihm bekannt und er hat morphologische Merkmale und Besonderheiten im zeitlichen Ablauf des Blühvorgangs beschrieben, welche die Wahrscheinlichkeit einer Selbstbestäubung verringern und die Fremdbestäubung fördern. Im Lehrbuch der Botanik von Eduard Strasburger und anderen Lehrwerken werden diese Mechanismen genau beschrieben. Die verbreitetsten sind:

### Ausbildung eingeschlechtlicher Blüten
Bei den Windbestäubern Einhäusigkeit oder Zweihäusigkeit. Räumlich getrennte eingeschlechtige Blüten (Diklinie) unterstützen ebenfalls Fremdbestäubung. Bei Einhäusigkeit sind weibliche und männliche Blüten auf einem Pflanzenexemplar vorhanden. Bei den zweihäusig verteilten Blüten existieren männliche und weibliche Individuen. Das einzelne Individuum besitzt folglich nur männliche oder weibliche Blüten. Zu dieser Gruppe von Pflanzen gehören der Sanddorn, die Salweide oder das Bingelkraut. Da männliche und weibliche Blüten auf unterschiedliche Individuen verteilt sind, ist Selbstbestäubung ausgeschlossen.

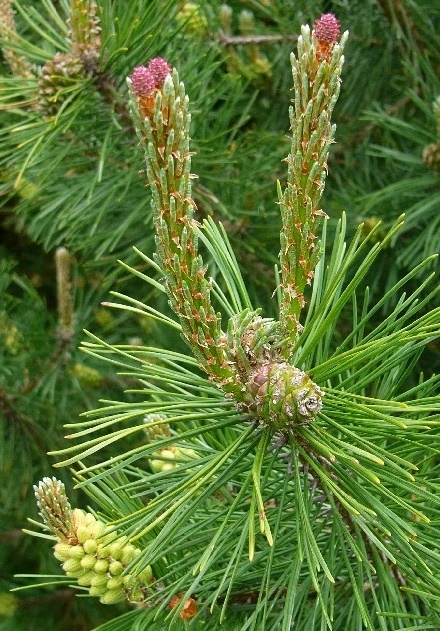
Pinus mugo; Zweig mit getrennten Blüten beiderlei Geschlechts
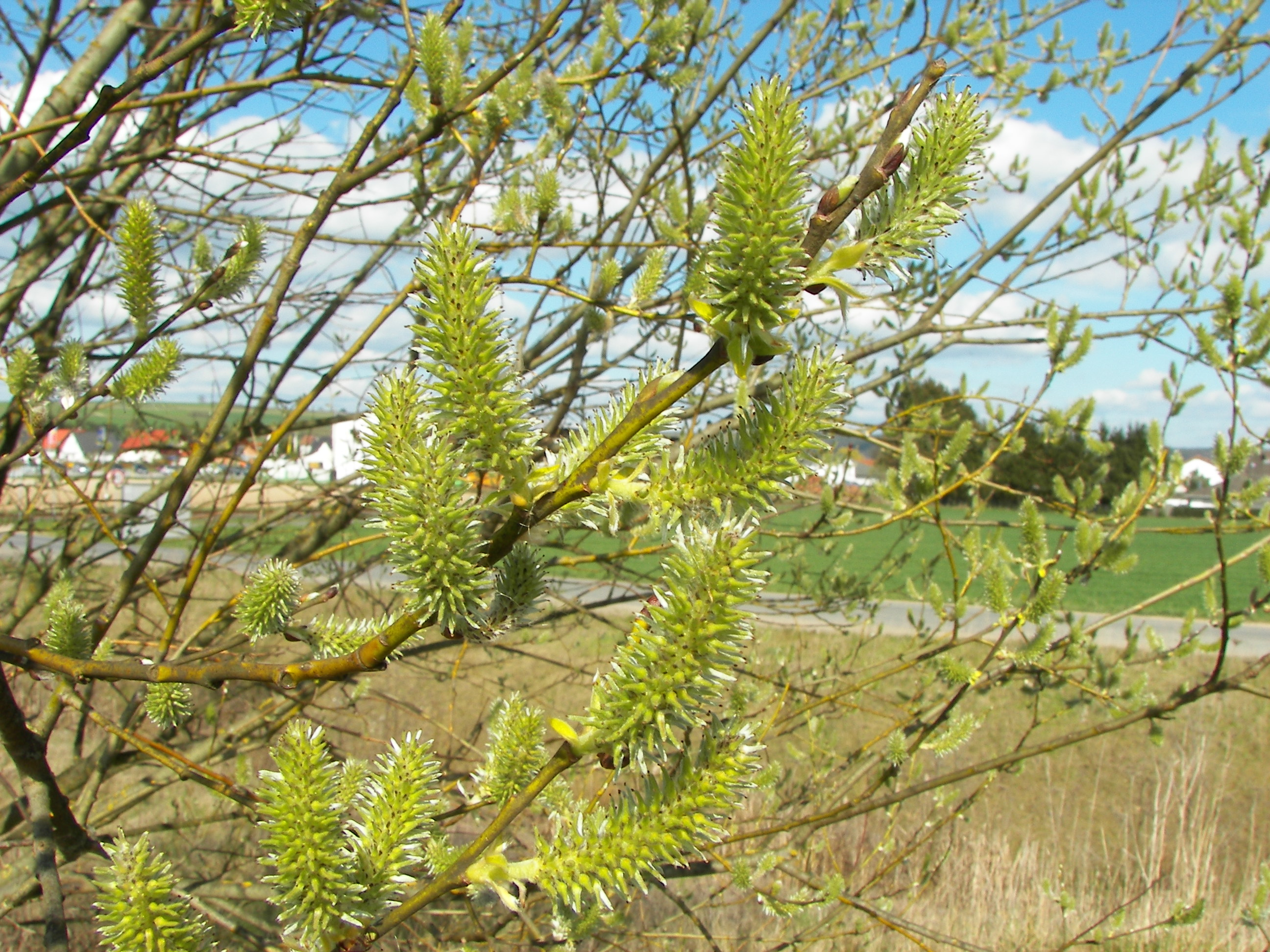
Salweide Zweige eines weiblichen Baumes
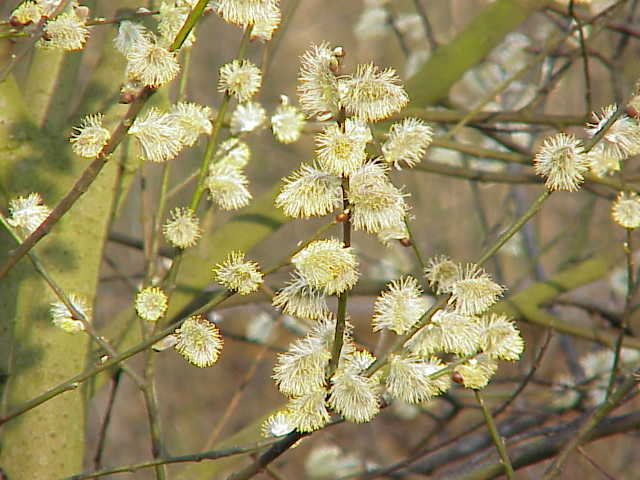
Salweide Zweige eines männlichen Baumes

### Herkogamie

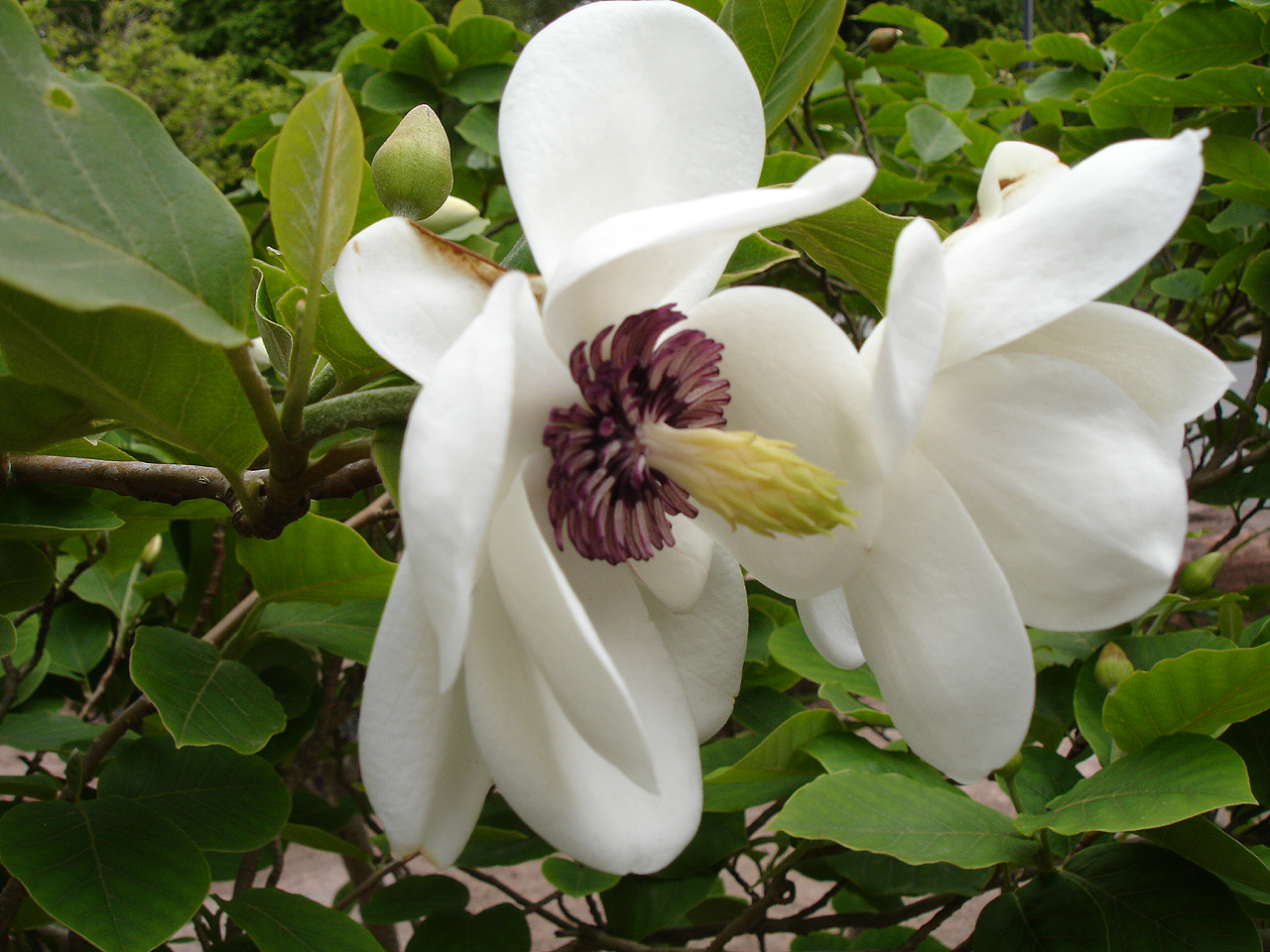
Magnolie mit räumlich getrenntem Gynoeceum und Androeceum

Wenn Staubblätter und Narbe innerhalb einer Blüte durch morphologische Besonderheiten räumlich etwas weiter getrennt stehen,  bezeichnet man das als Herkogamie. Ein Beispiel hierfür ist die Iris. Bei vielen dieser Blüten wird die Narbe durch ein Gynophor so emporgehoben, dass die Wahrscheinlichkeit etwas verringert wird, dass Pollenkörner der eigenen Blüte auf die Narbe fallen.

### Verschiedengriffeligkeit
Bei manchen Pflanzenarten gibt es Individuen, bei denen die Griffel lang sind und die Staubbeutel tief sitzend, und Individuen, bei denen die Griffel kurz sind und die Staubbeutel hoch sitzend. Es gibt also zwei verschiedene Typen von Blüten. Dies nennt man Verschiedengriffeligkeit bzw. Heterostylie. Bei anderen Arten mit zwei Staubblattkreisen gibt es sogar drei verschiedene Typen von Blüten, je nachdem, ob sich die Griffel auf der unteren, der mittleren oder der oberen Ebene befinden (Tristylie).
Eine Befruchtung erfolgt nur, wenn der Pollen von einer Ebene auf eine Narbe derselben Ebene gelangt. Beispielsweise müssen Pollen von kurzen Staubblättern auch auf die Narbe eines kurzen Griffels gelangen. Dies kann aber nicht innerhalb einer Blüte geschehen.
Beispiele sind die Primel mit zwei Ebenen, oder der Blutweiderich und die Sauerkleegewächse, bei welchen Tristylie vorkommt.

### Vormännlichkeit
Es gibt auch Pflanzen die mit einer zeitlichen Trennung der Selbstbestäubung vorbeugen. Bei der Vormännlichkeit (Proterandrie) entleeren die Staubbeutel den Pollen, bevor die Narbe derselben Blüte empfängnisbereit ist. Dies kommt zum Beispiel bei den Korbblütlern, dem Salbei, der Glockenblume und dem Mais vor.

### Vorweiblichkeit
Bei der Vorweiblichkeit (Proterogynie) ist die Narbe schon einige Zeit vor der Entleerung der Staubbeutel empfängnisbereit. In dieser Zeit kann die Narbe nur von Pollen anderer Blüten bestäubt werden, wodurch sich die Wahrscheinlichkeit für eine Fremdbestäubung erhöht. Die Vorweiblichkeit kommt zum Beispiel beim Wegerich vor.

### Inkompatibilität
Fremdbestäubung wird auch durch eine physiologisch bedingte Unverträglichkeit zwischen Narbe und Pollen oder Griffelgewebe und Pollen des gleichen Individuums gefördert: Selbstinkompatibilität bei Pflanzen.

## Funktion der Fremdbestäubung
Die Fremdbestäubung vermindert die Wahrscheinlichkeit, dass nachteilige rezessive Allele homozygot in einem Organismus zusammentreffen und so die schädliche Eigenschaft im Phänotypus zum Ausdruck kommt.
Vor allem aber fördert sie die genetische Diversität einer Pflanzenart, da während der Befruchtung Genotypen mit unterschiedlichen Allelen gemischt werden. So wird die Anzahl verschiedener genetischer Kombinationen innerhalb der Pflanzenpopulation gesteigert. Treten beispielsweise Veränderungen der Umweltbedingungen auf, ist die Wahrscheinlichkeit höher, dass zumindest einige Exemplare der Population sich erfolgreich an die neuen Bedingungen anpassen können (siehe auch Adaptive Radiation).
Fremdbestäubung kann auch zur Entstehung von Hybriden führen, die in ihren Eigenschaften vitaler als die jeweiligen Elternpflanzen sein können.